# Waldwick (Town)
Die Town of Waldwick ist eine von 14 Towns im Iowa County im US-amerikanischen Bundesstaat Wisconsin. Im Jahr 2010 hatte die Town of Waldwick 473 Einwohner.
Town hat in Wisconsin eine grundlegend andere Bedeutung, als im übrigen englischsprachigen Bereich. Vielmehr entspricht sie den in den anderen US-Bundesstaaten üblichen Townships, die nach dem County die nächstkleinere Verwaltungseinheit bilden.
Das Gebiet der Town of Waldwick ist Bestandteil der Metropolregion Madison.

## Geografie
Die Town of Waldwick liegt im Südwesten Wisconsins. Der am Mississippi gelegene Schnittpunkt der drei Bundesstaaten Wisconsin, Iowa und Minnesota liegt rund 160 km nordwestlich; nach Illinois sind es rund 40 km in südlicher Richtung.
Die geografischen Koordinaten des Zentrums der Town of Waldwick sind 42°51′47″ nördlicher Breite und 90°01′21″ westlicher Länge. Sie erstreckt sich über eine Fläche von 108,6 km².  
Die Town of Waldwick liegt im Südosten des Iowa County und grenzt an folgende Nachbartowns:
| Town of Dodgeville                        | Town of Ridgeway                            | Town of Brigham                      |
| Town of Mineral Point                     | Kompassrose, die auf Nachbargemeinden zeigt | Town of Moscow                       |
| Town of Willow Springs (Lafayette County) | Town of Fayette (Lafayette County)          | Town of Blanchard (Lafayette County) |

## Verkehr
Durch die Town führt in West-Ost-Richtung der Wisconsin State Highway 39. Durch den Nordosten verläuft der Wisconsin State Highway 191. Daneben führen noch die County Highways D, S, U und W durch das Gebiet der Town of Waldwick. Alle weiteren Straßen sind untergeordnete Landstraßen sowie teils unbefestigte Fahrwege.
Mit dem Iowa County Airport befindet sich rund 20 km westnordwestlich ein kleiner Flugplatz. Die nächsten Verkehrsflughäfen sind der Dubuque Regional Airport in Iowa (rund 100 km westsüdwestlich), der Chicago Rockford International Airport (rund 130 km südöstlich) und der Dane County Regional Airport in Wisconsins Hauptstadt Madison (rund 85 km ostnordöstlich).

## Bevölkerung
Nach der Volkszählung im Jahr 2010 lebten in der Town of Waldwick 473 Menschen in 188 Haushalten. Die Bevölkerungsdichte betrug 4,4 Einwohner pro Quadratkilometer. In den 188 Haushalten lebten statistisch je 2,49 Personen. 
Ethnisch betrachtet bestand die Bevölkerung mit 7 Ausnahmen nur aus Weißen. Unabhängig von der ethnischen Zugehörigkeit waren 0,2 Prozent (eine Person) der Bevölkerung spanischer oder lateinamerikanischer Abstammung. 
23,7 Prozent der Bevölkerung waren unter 18 Jahre alt, 59,4 Prozent waren zwischen 18 und 64 und 16,9 Prozent waren 65 Jahre oder älter. 45,7 Prozent der Bevölkerung war weiblich.
Das mittlere jährliche Einkommen eines Haushalts lag bei 67.375 USD. Das Pro-Kopf-Einkommen betrug 30.967 USD. 5,5 Prozent der Einwohner lebten unterhalb der Armutsgrenze.

## Ortschaften in der Town of Waldwick
Neben Streubesiedlung existieren in der Town of Waldwick noch folgende gemeindefreie Siedlungen: 
- Jonesdale
- Waldwick